# Královice (district de Kladno)
Pour les articles homonymes, voir Kralovice.
Královice (en allemand : Kralowitz) est une commune du district de Kladno, dans la région de Bohême-Centrale, en République tchèque. Sa population s'élevait à 241 habitants en 2020.

## Géographie
Královice se trouve à 5 km au nord-ouest de Slaný, à 14 km au nord-nord-est de Kladno et à 35 km au nord-ouest de Prague.
La commune est limitée par Dřínov au nord et à l'est, par Slaný au sud et par Neprobylice à l'ouest.

## Histoire
La première mention écrite de la localité date de 1382.

## Patrimoine

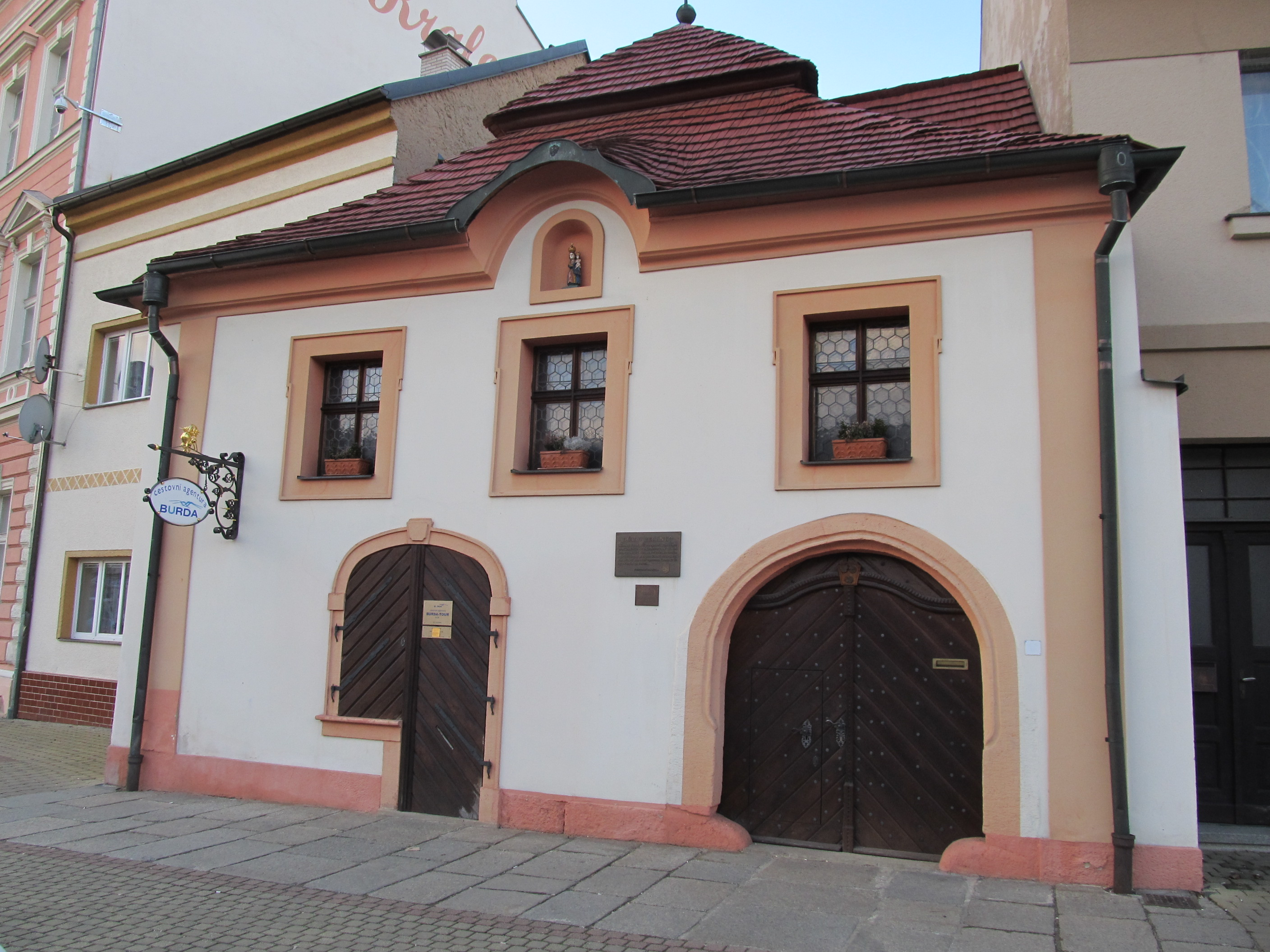
Place Osvobození : maison ancienne.
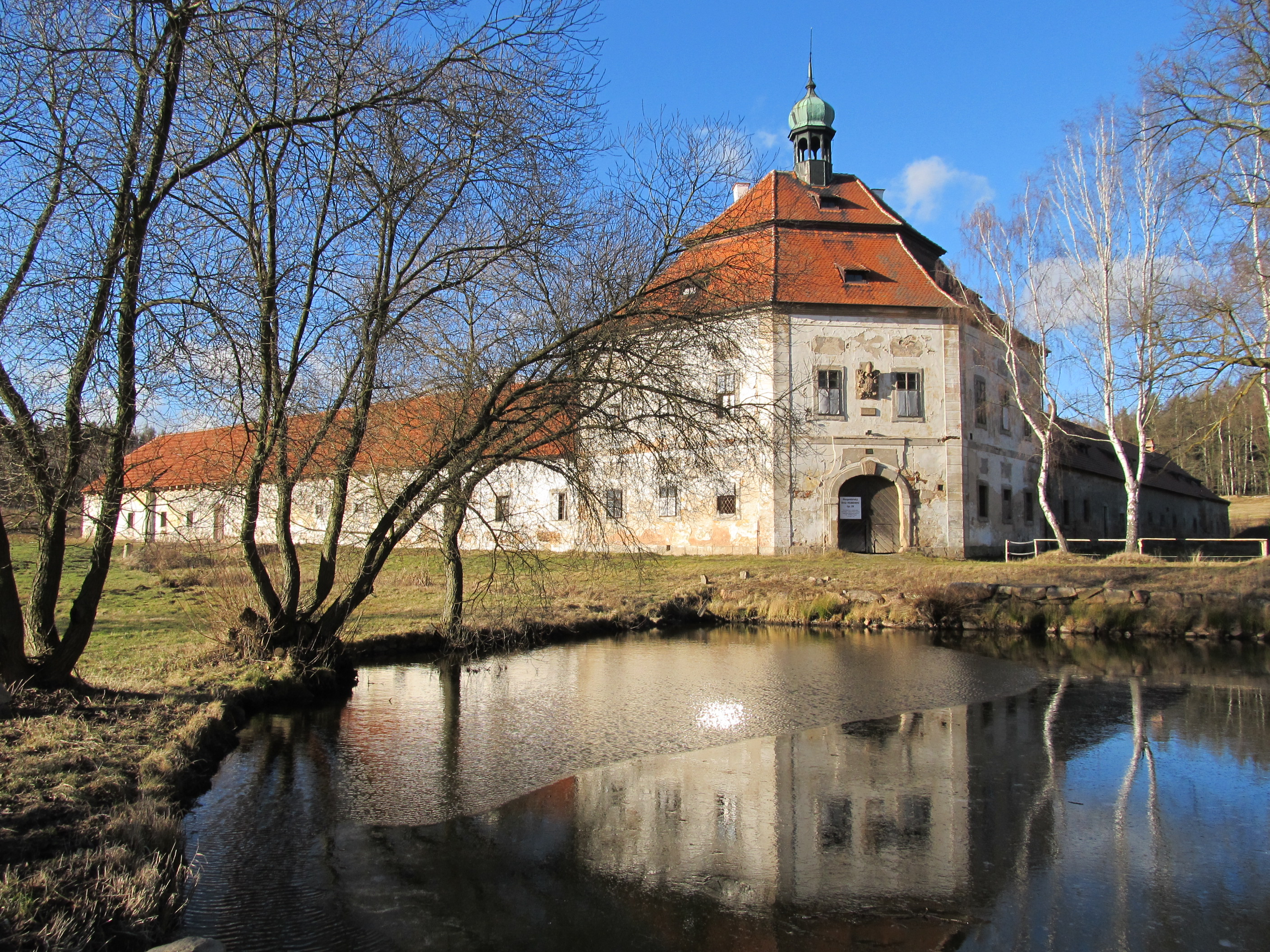
Monastère baroque à Hubenov.